# Каменный Брод (Волгоградская область)
Каменный Брод — село в Ольховском районе Волгоградской области, административный центр Каменнобродского сельского поселения.
Основано в XVIII веке.
Население — 414 чел. (2010)

## История
Заселено малороссами по одним данным в середине XVIII века, по другим в 1770-х годах. До 1861 года являлось владельческой слободой. При освобождении крестьяне получили надел в 474 десятины земли. Село относилось к Царицынскому уезду Саратовской губернии.
В 1863 году построена каменная церковь Казанской Божьей Матери. При церкви действовала церковно-приходская школа. В 1879 году открыта земская школа. Крестьяне занимались преимущественно хлебопашеством, скотоводством и «чумачеством».
С 1928 года — административный центр Каменнобродского сельсовета Ольховского района Камышинского округа (округ ликвидирован в 1934 году) Нижневолжского края, с 1935 года — Сталинградского края (с 1936 года — Сталинградской области, с 1961 года — Волгоградской области). В 1987 году к Каменному броду присоединено село Успенка.

## Общая физико-географическая характеристика
Село находится в степной местности, на правом берегу реки Иловли, у подножия Доно-Медведицкой гряды, являющейся частью Приволжской возвышенности, на высоте около 75 метров над уровнем моря. Прилегающие к селу склоны Доно-Медведицкой гряды изрезаны балками и оврагами. В пойме Иловли сохранился пойменный лес. Почвы тёмно-каштановые.
Через село проходит автодорога Ольховка - Иловля. По автомобильным дорогам расстояние до областного центра города Волгоград — 160 км, до районного центра села Ольховка — 8,6 км.
Климат
Климат умеренный континентальный (согласно классификации климатов Кёппена — Dfa). Многолетняя норма осадков — 401 мм. Наибольшее количество осадков выпадает в июле — 46 мм, наименьшее в марте — 22 мм. Среднегодовая температура положительная и составляет + 7,4 °С, средняя температура самого холодного месяца января −8,7 °С, самого жаркого месяца июля +23,2 °С.
Часовой пояс
Каменный Брод, как и вся Волгоградская область, находится в часовой зоне МСК (московское время). Смещение применяемого времени относительно UTC составляет +3:00.

## Население
Динамика численности населения
| 1860 | 1883 | 1891 | 1894 | 1897 | 1911 | 1987 | 2002 |
| ---- | ---- | ---- | ---- | ---- | ---- | ---- | ---- |
| 568  | 898  | 913  | 1072 | 1167 | 1328 | ≈180 | 466  |

| 2010 |
| ---- |
| 414  |